# Fisker Alaska
Fisker Alaska — полноразмерный электромобиль-пикап производства американской компании Fisker. Производство планировалось в 2025 году, но из-за банкротства компании проект не был реализован.

## История
Fisker Alaska впервые был представлен в феврале 2020 года. При разработке внешнего вида компания опиралась на Fisker Ocean.
Название Alaska было подтверждено Хенриком Фискером через Twitter. Официально автомобиль был представлен 4 августа 2023 года в Хантингтон-Бич.
Из-за финансовых проблем компании Fisker хотел продать разработку пикапа компании Nissan, но сделка сорвалась.